# Бодские языки
Бо́дские языки (Bodic) — ветвь тибето-бирманских языков сино-тибетской семьи. Название ветви происходит от самоназвания тибетского языка བོད་སྐད་ — в транслитерации Вайли: bod skad.

## Классификация
- тибетская группа: тибетский (свыше 6 млн, Тибет), западнотибетский, южнотибетский (включая дзонг-кэ в Бутане) и некоторые другие языки;
- тамангская группа: языки таманг, гурунг, мананг и др. в Непале (1,5 млн);
- кхамская группа: 4 языка в центре Непала (60 тыс.), возможно включает также язык кайке;
- группа (бумтанг-)такпа — 2 языка в Бутане, Индии и Китае (45 тыс.);
- язык цангла на границе Бутана и Индии (150 тыс.).